# Néstor Rodulfo
Néstor Rodulfo (18 de octubre de 1972 en San Juan, Puerto Rico) es un actor puertorriqueño que ha participado en telenovelas, series, miniseries, películas, obras de teatro, cortometrajes, comerciales, largometrajes, videohomes y musicales.

## Estudios
Nació en San Juan, el 18 de octubre de 1972. Luego de completar sus grados académicos regulares, ingresó al recinto de Bayamón de la Universidad de Puerto Rico. Paralelamente, realizó estudios actorales en el Taller de Actuación establecido por Luz María Rondón y Herman O'Neill. Durante las mismas fechas también asistió a la Escuela de Artes Plásticas. 
Néstor Rodulfo también ha tenido oportunidad de intervenir en varias películas puertorriqueñas. Su primera experiencia en Séptimo Arte fue una breve intervención en el cortometraje de 1996 Cuando me dejaste de querer. Un año después interpretó a John, uno de personajes más conocidos, en Héroes de otra patria, que dirigió Iván Dariel Ortiz. En Telemundo, se le ha visto en El octavo mandamiento, La impostora y Rosa Diamante.

## Filmografía

### Telenovelas
- Travesuras de la niña mala (2022)[5]
- Amar a muerte (2018-2019) - Emiliano "el Alacrán" Álvarez
- Nicky Jam: El Ganador (2018)  Cutí
- La fiscal de hierro (2017) - Leonardo Salazar.
- El Señor de los Cielos (2015-2016) - General Camilo Jaramillo.
- Camelia la Texana (2014) - Octavio Franco
- La impostora (2014) - Rubén Espinoza "El Tuerto"
- Fortuna (2013)
- Rosa Diamante (2012) - Ramón Gómez
- El octavo mandamiento (2011) - Pablo Ortiz
- Las Aparicio (2010) - Tomás

### Teleseries
- Al borde del deseo (2008) - Luis Robledo
- Enigma
- ¿Será acaso este su caso?
- Marcano... el show

### Miniseries
- El último caso del detective Prado (2005) - Luiz
- Cuando calienta el Sol (1995)

### Películas
- Animales humanos (2020)
- Verdades y mentiras (2012) - Carlos Rivera
- Hidalgo: La historia jamás contada (2010) - Marroquín
- La recompensa (2008) - Jean-Paul Acevedo
- Che, el argentino (2008) - Miguel
- Che, Guerrilla (2008) - Miguel
- En cuarentena (2003)
- Bala perdida (2003)
- Locos de amor (2001) - Tyson
- Los Díaz de Doris (1999) - Policía
- Oso blanco (1999)
- Héroes de otra patria (1997) - John
- Esto paso aquí
- Plaza vacante
- Cimarrón
- El callejón de los cuernos
- El ojo del huracán
- El mar no perdona

### Videohomes
- Estampas de Teyo Gracia (2009)
- Animal (2005) - Yard Dog
- Resolution
- Cundeamor

### Cortometrajes
- Cuando me dejaste de querer (1996), entre muchos más

### Teatro
- El jorobado de Nostra Dame
- Los de la mesa 10
- Quiero decirte algo de lo que no podemos hablar
- Se colgó mi candidato
- El zapatero y los duendes
- Tres manzanas en un árbol de cemento
- Tape
- Locos de amor
- Dos para el camino
- Grease, el musical
- Bach
- Romeo y Julieta
- La llamarada
- La resaca
- Carmen
- María
- Confesiones del pene